# Karel Janez Herberstein
grof Karel Janez Herberstein,  * 7. junij 1719,  Gradec, † 7. oktober 1787, Ljubljana, je bil dvajseti ljubljanski škof.

## Izvor in kariera
Izhajal je iz številne rodbine Herbersteinov. Njegova starša sta bila državni grof deželni glavar Štajerske Janez Ernest von Herberstein in Marija Doroteja grofica Dietrichstein, ki so imeli grad in gospostvo Hrastovec, kjer Karel preživel rano mladost. Teologijo je študiral na Univerzi v Salzburgu, ni pa jasnih podatkov o času njegove ordinacije. Na podlagi posebne papeške bule iz 23. aprila 1743 je bil 17. junija 1743 ustoličen za korarja v škofiji v Trentu, star komaj 24 let. Kasneje je v letih 1757–61 študiral bogoslovje  kot gojenec praške nadškofije v Nemškem bogoslovnem semenišču »collegium germanicum - hungaricum« v Rimu. V 1. polovici 1769 je bil v diplomatski funkciji poslan na dunajski dvor ter se mudil tudi v Gradcu. Na dunajskem dvoru je pokazal svojo sposobnost in vdanost,  in postal kandidat za koadjutorja ljubljanskega škofa Leopolda Jožefa Petazzija po smrti grofa  Dauna, ki je prej imel to mesto. Zahtevi cerkvenega prava, da mora biti škofijski koadjutor tudi sam škof, se je zadostilo na ta način, da je dobil Herberstein obenem s koadjuturo 20. novembra 1769 še naslov škofa v severnonemškem mestecu Minden. Novo funkcijo je začel opravljati šele poleti 1770.  Ko je škof  Petazzi 28. novembra 1772 umrl, Herbersteinu ni bila potrebna nova umestitev (5. decembra je dobil škofijo formalno v posest ter bil instaliran; na obvestilo o spremembi so mu odgovorili z Dunaja 9. decembra 1772, iz Rima 3. februarja 1773). Leta 1784 je cesar Jožef II. planiral dvigniti ljubljansko škofijo v nadškofijo in Herbersteina v nadškofa, vendar ta ni dobil potrditve iz Rima in tako ostal do smrti »prvi nominirani ljubljanski nadškof«.  Po vrsti bolezni, ki so ga pričele težiti, je 7. oktobra 1787 umrl od kapi. 
Škof Herberstein celo na portretu v moderni lasulji iz tiste dobe, ko je že bil predlagan za nadškofa, predstavlja visoko inteligentnega aristokrata, kar je tudi bil. Govoril in pisal je po latinsko, francosko, italijansko in nemško. S slovenščino se je seznanil v mladih letih v Hrastovcu, vendar je ni obvladal v tolikšni meri, da bi mogel v njej pridigati. Bil je vsestransko izobražen, in njegov interes je bil posvečen stroki, teološkim in cerkvenopolitičnim vprašanjem. Njegova biblioteka je obsegala 995 številk, med katerimi je velika večina teoloških in nekaj zgodovinskih. Nedvomno je bil janzenist. Bil je izrecen nasprotnik jezuitom, o redovih pa menil, da so se preživeli in da za versko življenje ne bi bilo posebne škode, če bi jih vlada tudi vse ukinila; molitev je morala po njegovih mislih »obstajati bolj v občutkih nego besedah, in imeti naravnost namen, ljudi poboljševati in delati čednostnejše«, medtem ko ni cenil niti bratovščin, niti pobožnosti kakor so romanje, križev pot, devetdnevnice in podobno, niti blagoslavljanja podob, križev in rožnih vencev ter proglašal za »brezumno bajko« in »neznatno pobožnjakarstvo« sploh marsikaj, kar je veljalo za važen činitelj verskega življenja; menil je, da »ker zunanja strogost (do lastnega telesa) malo pomaga, tako dela človeka notranja blaženost srečnega časno in večno«.  Herberstein si koadjutorske pozicije ni mogel utrditi, čeravno se je papeška bula o njegovih pravicah javno v stolnici prečitala. Ko je prispel v Ljubljano Petazzi, mu sicer ni nehal na Dunaj izražati svojega veselja nad njegovim imenovanjem in njegovo vnemo, a v resnici se je vkljub bolezni in potrebi ljubosumno oklepal svojih pravic, zavračal vsako namigavanje, da bi naklonil Herbersteinu kak beneficij ali tudi samo stanovanje in hrano v dvorcu in skušal še naprej upravljati škofijo brez koadjutorja. Med vplivnimi duhovniki škofove okolice je našel Herberstein sicer mnogo plemičev, a po vsej priliki malo somišljenikov.  (Kanoniki so bili ob Herbersteinovem prihodu 1770 sami plemiči).

## Ljubljanski škof
Herberstein se je z vnemo lotil reform, ki so mu jih predpisovale njegove doktrine, a omogočali vladni ukrepi. Škofijski dvorec se je ravno popravljal in kot škof je živel do 1778 brez udobnosti (stanoval je 1773/4 v cesarskem špitalu v Frančiškanski ul., 1775/8 v semenišču). V letih 1774 in 1775 je bil »najvišji študijski predsednik«,  1779/80 pa predsednik knjižno-revizijske komisije. Imel je jasen načrt. Velika njegova skrb je bila reforma bogoslovnega pouka in v tej zvezi iskanje oseb, ki jih je imel za primerne. Menil je, da bi bilo pomembno za cerkveno upravo Kranjske in zlasti tudi za janzenistično propagando, če bi se nova goriška in stara ljubljanska škofija združili. Ugoden trenutek za to se mu je zdela smrt goriškega nadškofa V. M. Attemsa 18. februarja 1774. Več njegovih odlokov priča o strogem dušnem pastirju, ki hoče dvigniti moralo duhovnikov (med drugim jim 1773 naroča, naj žive nravno, se ogibajo gonje za posvetnimi stvarmi, vneto pridigujejo; leta 1773 pa, da naj se vsi, ki so zavezani maševati in opravljati brevir, strogo drže obrednika.  Ukazal je, da naj duhovniki vedno nosijo tonzuro, kolar, črno duhovniško oblačilo). Uveljavil je marsikaj, kar so njegovi predniki zanemarili (reden krščanski nauk za mladino in odrasle ob nedeljah in praznikih; velikonočno izpraševanje za odrasle). Herberstein je imel v tem času za svojo historično nalogo, da ogrne jožefinske cerkvene reforme s cerkveno sankcijo. (Jožefinske reforme so prinesle med dr. dekrete o cenzuri in svobodi tiska, o toleranci, o ukinjanju samostanov, o razdelitvi prevelikih far, o generalnih semeniščih, o ureditvi službe božje, o odpravi bratovščin in skupnih pobožnosti.)
Zasluga Herbersteina je, da se je problem nove ureditve škofijskih mej načel ter po 5 letnih pogajanjih tako rešil, da se je oblast ljubljanske škofije raztegnila na vso kranjsko (19. junija 1786 je Herberstein odstopil štajerske in koroške župnije lavantinskemu in krškemu škofu; 1. junija 1787 so te spremembe na Štajerskem in Koroškem stopile v veljavo). Proti samostanom je Herberstein 1781 predlagal radikalnejše ukrepe kot jih je Jožef sprejel, saj je želel redovnike sploh povsem odstraniti iz dušnega pastirstva. Cesar Jožef II. je od leta 1782 do 1786 na Kranjskem ukinil 13 samostanov. Vztrajno je sodeloval tudi pri ostalih akcijah za novo zunanjo ustavo cerkve na Kranjskem: regulaciji župnij (soglašal je z načrtom, da se ustanovi novih 25 župnij, 25 kooperatur, 172 lokalnih kaplanij; v Ljubljani se je 1783 ustanovila nova fara v Trnovem, pri frančiškanih in sv. Jakobu 1785; dvorni dekret iz 1785 je potem dovolil 20 župnij, 122 lokalnih kaplanij); preureditvi arhidiakonatov v dekanate, vseh »beneficia simplicia« v »beneficia curata«; uvedbi novega sistema pri nastavljanju kaplanov; preosnovi duhovniških dohodkov, uprave cerkvenega premoženja, ustvarjanju verskega zaklada itd.
Škof Herberstein je gledal na prizadevanja za regeneracijo slovenskega jezika brez predsodkov ter govoril v posvetilu katekizma cesarici z umevanjem o »Slavische oder Krainerische Sprache« in o veselju, ki ga ima nad prevodom »die Slavische Nation« (Japelj je rabil tu »slavenski jezik« in »Slavenci«), a vendar: Zoisovo edino ohranjeno pismo iz leta 1776 ne dovoljuje sklepa, da bi bil spadal Herberstein  kdaj v Zoisov preporoditeljski krog.
Narod, ki se je po veliki večini oklepal starega verskega udejstvovanja, ga ni maral, in precej udomačeni so bili najbrž o njem izrazi, kakor »dvorni lizun« »luteran«, »lutrovska lasulja«, »framason« in pod. Celo v vladnih ljubljanskih krogih je imel mnogo nasprotnikov, med katere je spadal najbrž tudi deželni glavar Lamberg. Spori z bivšimi pristaši so večali število njegovih nasprotnikov tudi v krogih, ki niso bili za jožefinske reforme nič manj vneti od Herbersteina. Njegove doktrine in prakse so izzvale odpor katoliških krogov. Rimsko kurijo in papeža Pija VI. je najbolj zmotil njegov stavek o toleranci in sicer kot heretično okužen (»haeretica labe infectus«). To je imelo odjek, ko je postalo aktualno vprašanje njegovega imenovanja za nadškofa. In čeprav je njegova pisna izjava papežu prispela, že po njegovi smrti, je menda papež menil, da ni dovolj, da bi ga imenoval za nadškofa.